# Selva (Mallorca)
Selva ist eine Gemeinde auf der spanischen Baleareninsel Mallorca. Sie zählt 4.294 Einwohner (Stand: 2024). Im Jahr 2006 betrug der Ausländeranteil 7,6 % (244), der Anteil deutscher Einwohner 2,4 % (78).

## Orte der Gemeinde
Zur Gemeinde Selva gehören folgende Orte:
- Biniamar (311 / 347 Einwohner)
- Caimari (612 / 681 Einwohner) mit Binibona
- Moscari (268 / 421 Einwohner)
- Selva (1593 / 1921 Einwohner)

Die Einwohnerzahlen in Klammern stammen vom 1. Januar 2008. Die erste Zahl gibt dabei die Einwohner der geschlossenen Ortschaften an, die zweite Zahl die Einwohner der Orte einschließlich der außerhalb der eigentlichen Siedlungen lebenden Bevölkerung. (Quelle: INE)

## Feste
- Fira de Ses Herbes, Kräuterfest, am 2. Wochenende im Juni
- Santa Ana, Patronatsfest von Moscari, 26. Juli
- Sant Llorenç, Patronatsfest von Selva, 10. August
- Mare de Déu d’agost, Patronatsfest von Caimari, 15. August
- Santa Tecla, Patronatsfest von Biniamar, 23. September